# Phaya Khammao
Phaya Khammao (ur. 23 września 1911, zm. 13 października 1984) – polityk laotański, członek dynastii królewskiej, książę. Członek partii Lao Issara (Wolny Laos). Premier rządu tymczasowego od 20 października 1945 do 23 kwietnia 1946; ponownie od 24 kwietnia 1946 do 25 października 1949 (rezydował w Tajlandii).